# جوتينر
جوتينر هو لاعب كرة قدم برازيلي، ولد في 6 أكتوبر 1994 في البرازيل يلعب حالياً في نادي مصفوت الإماراتي.

## وصلات خارجية
- جوتينر على موقع اتحاد أوكرانيا (الإنجليزية)
- جوتينر على موقع قاعدة بيانات كرة القدم.إي يو (الإنجليزية)
- جوتينر على موقع Soccerway.com (الإنجليزية)
- جوتينر على موقع عالم كرة القدم.نت (الإنجليزية)